# Willa Kozłowskich
Willa Kozłowskich – budynek w Skierniewicach, reprezentatywny dla architektury XIX i początku XX wieku wybudowany w 1893 roku. W 1910 zostało dobudowane prawe skrzydło willi. W czasie II wojny światowej w budynku znajdował się posterunek niemieckiej policji kryminalnej, a po zakończeniu wojny posterunek MO. W 1976 roku eklektyczną willę wpisano do rejestru zabytków. Na początku lat 80. XX wieku willa była gruntownie wyremontowana. Kolejny duży remont odbył się w 2010 przy wsparciu Regionalnego Programu Operacyjnego Województwa Łódzkiego na lata 2007–2013

## Urzędy
W budynku willi znajdują się:
- Urząd Stanu Cywilnego i z tego powodu przyjęło się mówić na budynek Pałac Ślubów.
- Miejski Rzecznik Konsumentów
- Punkt Informacji Kulturalnej
- Regionalna Akademia Twórczej Przedsiębiorczości